# Pauline Auzou

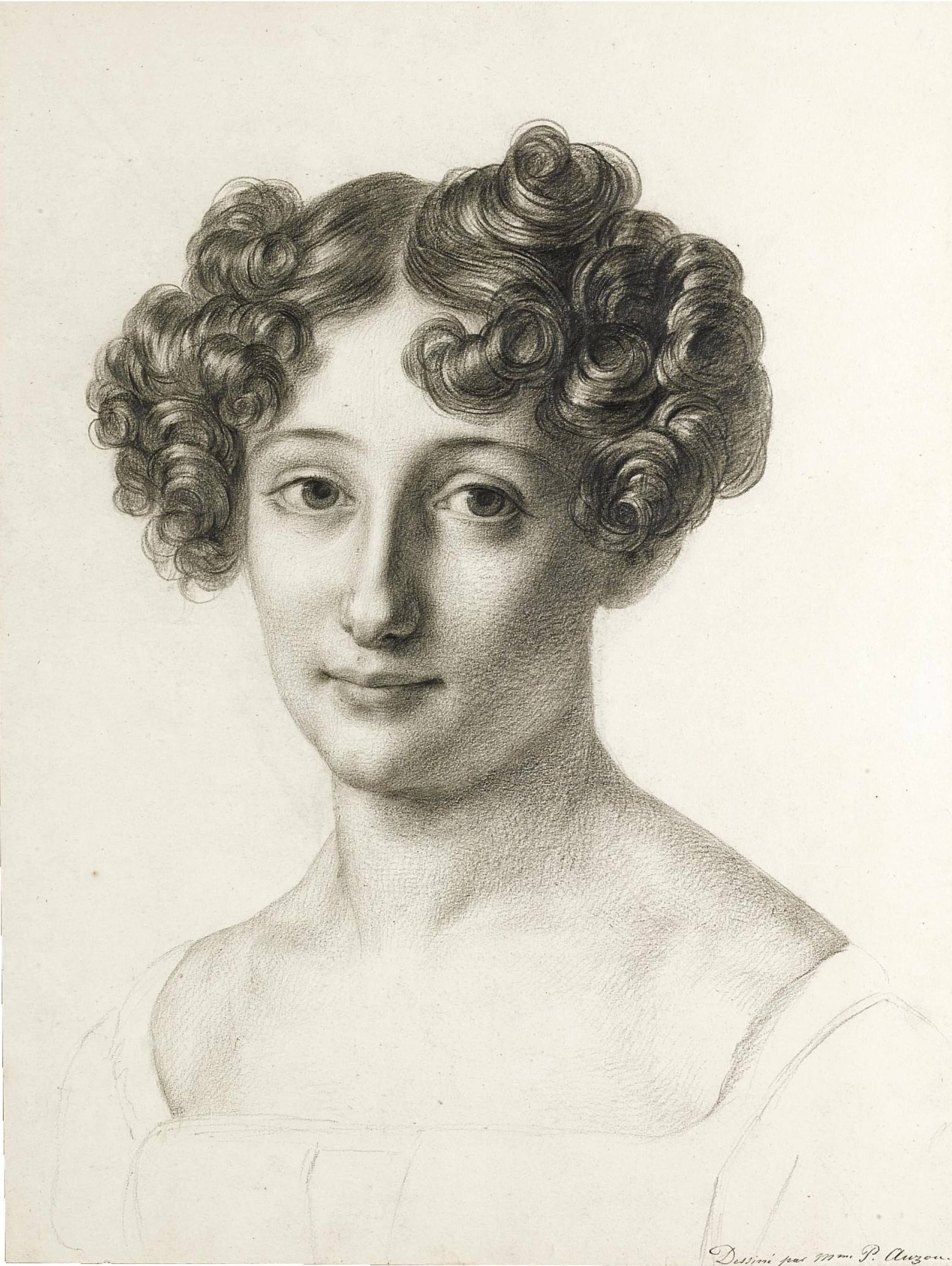
Presunto autoritratto

Pauline Auzou (Parigi, 24 marzo 1775 – Parigi, 15 maggio 1835) è stata una pittrice francese.

## Biografia
Nata Jeanne-Marie-Catherine Desmarquest, fu allieva di Jean-Baptiste Regnault.
Il 9 dicembre 1793 sposò il cartolaio Charles-Marie Auzou. Espose nei Salons del 1793 e del 1804.

## Opere
- Ritratto di musicista, Manchester, New Hampshire, Currier Gallery of Art
- L'arrivo di Maria Luisa a Compiègne, Castello di Versailles, 1810
- L'addio di Maria Luisa alla famiglia, Castello di Versailles, 1812
- Autoritratto, disegno, collezione privata